# Новодеревянковская
Новодеревя́нковская — станица в Каневском районе Краснодарского края, центр Новодеревянковского сельского поселения.
Население — 6 626 жителей (2002).

## География
Станица находится на берегу реки Албаши (откуда старое название станицы Нижнеалбашское), в 31 км на северо-запад от райцентра — станицы Каневской, .

## История
В 1821 году переселенцами из Полтавской и Черниговской губерний Малороссии которые «уже вели род жизни, близкий для черноморцев» в низовьях реки Албаши было образовано Нижнеалбашское куренное селение. Своё нынешнее имя станица Новодеревянковская получила 7 июня 1827 года, когда войсковая канцелярия жаловала ряду куреней новые имена, взятые от поселений, первыми начавшими обустройство кубанских земель.
Станица входила в Ейский отдел Кубанской области.

## Население
| 1939 | 1959  | 1979  | 2002  | 2010  | 2021  |
| ---- | ----- | ----- | ----- | ----- | ----- |
| 6778 | ↘6350 | ↗6732 | ↘6626 | ↗6795 | ↗6899 |

## Известные уроженцы
- Павел Гаврилович Гуденко (1911—1997) — Герой Советского Союза.
- Хабло, Евгений Петрович (1921—1996) — советский топонимист, историк-краевед Ленинграда.
- Фёдор Андреевич Щербина (1849—1936) — историк, писатель.

## Инфраструктура
Новодеревянковская участковая больница. Музей имени Ф. А. Щербины. Школа

## Транспорт
Развит автомобильный транспорт. Рейсовый автобус маршрута 763 (на декабрь 2020) с автостанции Каневская.